# دهسر (بازکیاگوراب)
دهسر یک روستا در ایران است که در دهستان بازکیاگوراب واقع شده‌است. دهسر ۴۳۲ نفر جمعیت دارد.